# Baressa
Baressa é uma comuna italiana da região da Sardenha, província de Oristano, com cerca de 849 habitantes. Estende-se por uma área de 12 km², tendo uma densidade populacional de 71 hab/km². Faz fronteira com Baradili, Gonnoscodina, Gonnosnò, Siddi (CA), Simala, Turri (CA), Ussaramanna (CA).